# Tencent
Tencent Holdings Ltd. (chinesisch 騰訊控股有限公司 / 腾讯控股有限公司, Pinyin Téngxùn Kòngǔ Yǒuxiàngōngsī, kurz 騰訊 / 腾讯) ist ein Internet-Unternehmen in der Volksrepublik China mit Firmenzentrale in Shenzhen. Zu den breitgestreuten Aktivitäten von Tencent zählen vor allem die Geschäftsfelder Sofortnachrichtendienste, Soziale Netzwerke, Onlinemedien (Webportale), Internet-Mehrwertdienste (stationär und im Mobilfunk), interaktive Unterhaltung (insbesondere Mehrspieler-Onlinespiele aka MMOG, MMORPG), Netzhandel (elektronischer Handel) und Onlinewerbung.

## Geschichte
Tencent wurde im November 1998 in Shenzhen von Ma Huateng (auch Pony Ma genannt, heute Vorsitzender) und Zhang Zhidong (auch Tony Zhang genannt, heute Chief Technology Officer) unter finanzieller Hilfe US-amerikanischer Risikokapitalgeber gegründet. Das erste Produkt war der im Februar 1999 gestartete Instant Messenger OICQ, später aufgrund der Namensähnlichkeit mit ICQ in Tencent QQ umbenannt. Er war so erfolgreich, dass Tencent binnen weniger Jahre zum ersten Gewinn erzielenden Internetunternehmen Chinas aufstieg. Seit 16. Juni 2004 ist Tencent an der Börse von Hongkong (SEHK) notiert, seit Mai 2007 im MSCI Emerging Markets Index, seit Juni 2008 im Hang Seng Index. 2006 initiierte Tencent die erste Wohltätigkeitsstiftung eines chinesischen Internetunternehmens, den Tencent Charity Fund. 2007 investierte Tencent über 100 Mio. RMB in den Aufbau des ersten chinesischen Forschungs- und Entwicklungsinstituts für Internet-Technologien, Tencent Research Institute, mit Standorten in Peking, Shanghai und Shenzhen. Im März 2008 durchbrach Qzone die Marke von 100 Millionen Benutzern. Im Juni 2008 gründete Tencent ein Gemeinschaftsunternehmen mit MIH – einer Tochtergruppe des südafrikanischen Medienkonzerns Naspers für den Bereich Internet – die das indische Social Network ibibo betreibt. Im März 2010 überschritt der QQ Instant Messenger erstmals die Marke 100 Millionen aktiver Benutzer. Im April 2010 beteiligte sich Tencent gemeinsam mit Naspers am russischen Internetunternehmen Digital Sky Technologies (DST, heute Mail.ru Group) und ging mit ihm eine strategische Partnerschaft ein. Der Anteil von Tencent in diesem Investment lag bei umgerechnet 300 Mio. US-Dollar. Während der Weltausstellung Expo 2010 war QQ.com exklusiver Internet Service Sponsor. Im Juni 2010 gab Tencent die Absicht zu einer langfristigen strategischen Entwicklungspartnerschaft mit dem US-amerikanischen Netzwerktechnologie-Anbieter Cisco Systems bekannt. Im selben Jahr erwarb Tencent einen Anteil von 49,92 % am thailändischen Internetportal Sanook von dessen bisheriger Eigentümerin MIH, die selbst Hauptaktionärin von Tencent ist. Im Januar 2011 wurde bekannt, dass Tencent mit der Rabattgutschein-Website Groupon über eine Kooperation auf dem chinesischen Markt verhandelt. Tencent ist über seine Beteiligung an der russischen Mail.ru Group bereits indirekt an Groupon beteiligt.
Die Gruppe erwarb 2008 22,34 % der Anteile an der US-amerikanischen Spielefirma Riot Games. Anfang Februar 2011 wurde bekannt, dass Tencent durch den Erwerb von Mehrheitsanteilen im Wert von etwa 230 Millionen US-Dollar die Beteiligung an Riot Games auf 92,78 % gesteigert hat. Anfang Januar 2016 wurde Riot Games gänzlich von Tencent übernommen. Im Juni 2012 erwarb man für 330 Millionen US-Dollar etwa 48,4 % der ausgegebenen Aktien des US-amerikanischen Spieleentwicklers Epic Games.
Im Juli 2013 beteiligte sich Tencent als passiver Investor an der Trennung von Activision Blizzard und Vivendi. Vivendi hält jedoch weiterhin 12 % der Anteile von Activision Blizzard. Tencent hält 5 % an Activision Blizzard. Im Juni 2016 kaufte Tencent 84,3 % des finnischen Entwicklerstudios Supercell für 8,6 Milliarden US-Dollar. Gemessen am Umsatz ist Tencent somit auch Weltmarktführer in der Gamingindustrie.
Im Jahr 2016 war Tencent zusammen mit Foxconn (Hon Hai Precision Industry) und anderen Mitbegründer des chinesischen Gemeinschaftsunternehmens Future Mobility Corporation für die Entwicklung und Fertigung von Elektroautos. Im ersten Quartal 2017 erwarb Tencent eine Beteiligung von 5 % am US-amerikanischen Elektroautohersteller Tesla und wurde damit zu einem seiner größten Aktionäre. Außerdem erwarb das Unternehmen Anteile am Online-Geodatendienst Here, an dem auch Daimler, Audi und BMW beteiligt sind. Im Juni 2017 investierte Tencent $71,7 Millionen für 2 % Anteile an Ourpalm.
Am 29. Juni 2020 übernahm Tencent den kostenlosen Video-on-Demand-Service für Abonnenten Iflix („Netflix von Asien“) mit Sitz in Kuala Lumpur, Malaysia. 2022 zahlte die Firma eine Aktien-Dividende und schüttete 958 Millionen Meituan-Aktien an seine Aktionäre aus.
Anfang Januar 2025 wurde Tencent vom US-Verteidigungsministerium auf eine öffentliche Liste von Unternehmen mit Verbindungen zum chinesischen Militär (Chinese military company operating in the United States) gesetzt. Dies führte vorübergehend zu einem empfindlichen Kursrückgang der Aktie.

## Unternehmen

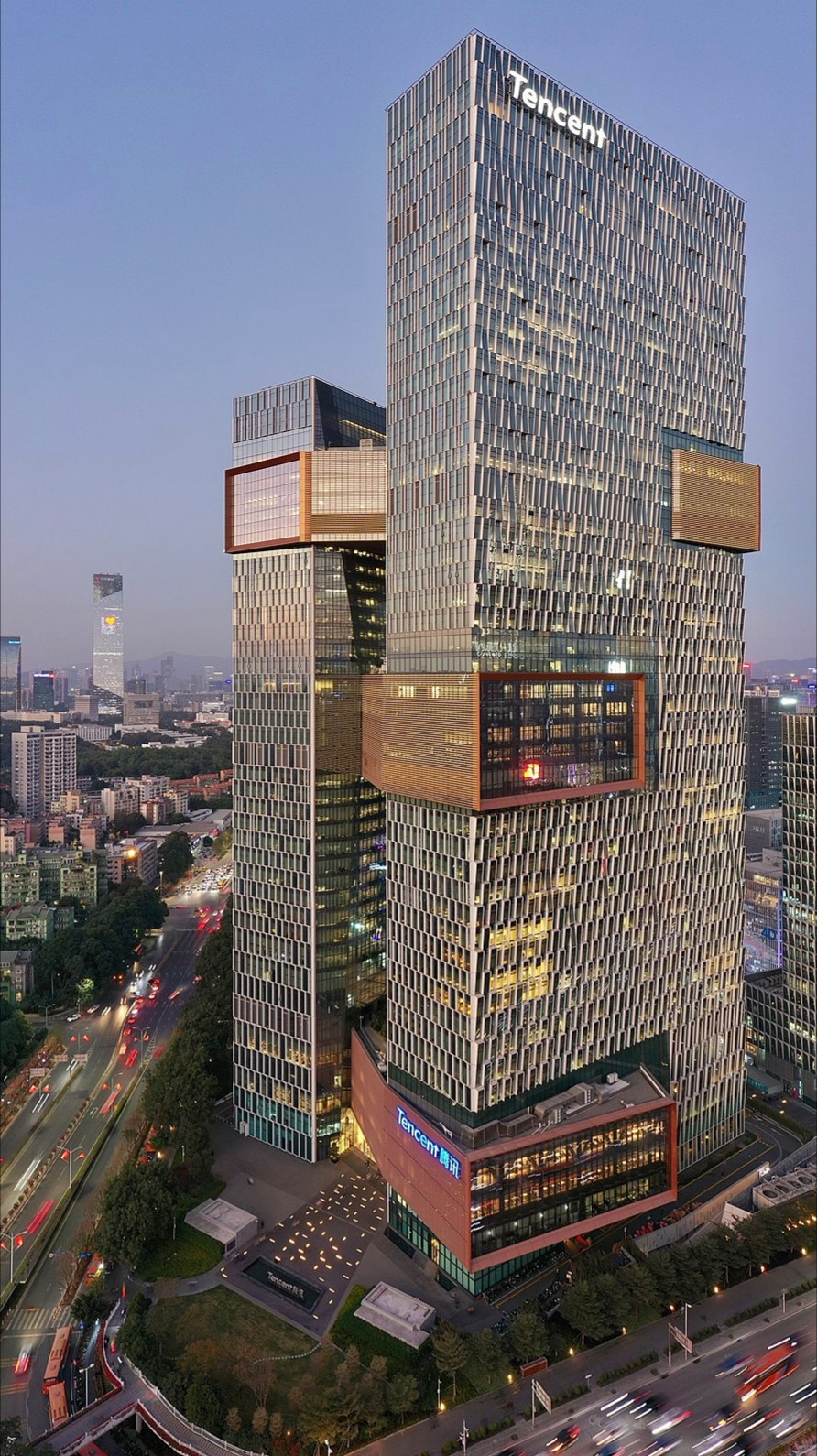
Die Tencent Seafront Towers in Shenzhen, 2020

Mit einer Marktkapitalisierung von umgerechnet 734,5 Milliarden US-Dollar (Stand Juni 2021) ist Tencent das größte Internetunternehmen der VR China und gehört zu den wertvollsten Unternehmen weltweit. Der Jahresumsatz 2020 lag bei 75,4 Milliarden US-Dollar mit einem Nettogewinn von 25 Milliarden US-Dollar. Tencent ist an der Börse von Hongkong notiert und im Hang Seng Index gelistet.
Die Tencent-Holding hat die Rechtsform einer Limited Liability Company (Ltd.)(LLC) und ihren rechtlichen Sitz im steuergünstigen britischen Überseegebiet Kaimaninseln, die Unternehmenszentrale befindet sich im Stadtteil Nanshan der Stadt Shenzhen in der südchinesischen Küstenprovinz Guangdong. Exekutivdirektor, Vorstandsvorsitzender und Chief Executive Officer von Tencent ist sein Mitgründer Ma Huateng (* 1971). Mehr als die Hälfte der Angestellten bei Tencent sind Forschungs- und Entwicklungspersonal. Tencent hält über 400 Patente (Stand 2009) unter anderem in den Bereichen Instant Messaging, E-Commerce, Online-Zahlsysteme, Suchmaschinen, Datensicherheit und Online-Spiele. Größter Einzelaktionär ist seit 2001 der südafrikanische Medienkonzern Naspers, gehalten über seine Internet-Tochtergruppe Myriad International Holdings (MIH). War Naspers anfangs mit 46,5 % beteiligt, lag er zeitweise bei rund 33 %, wobei sich dessen Wert vervielfacht hat. Nach heutigem Stand ist der größte Anteilseigner Prosus mit 28,9 %. Weitere Anteilseigner sind neben CEO Ma Huateng (8,39 %) die Vanguard Group und BlackRock.(Stand Juni 2021)
Seit 2017 hat das Unternehmen seinen Sitz in den Tencent Seafront Towers im Stadtteil Nanshan von Shenzhen.

### Beteiligungen (Auswahl)
| Unternehmen           | Betätigungsfeld  | Anteil |
| --------------------- | ---------------- | ------ |
| Activision Blizzard   | Videospiele      | 5 %    |
| Epic Games            | Videospiele      | 48 %   |
| Frontier Development  | Videospiele      | 7,5 %  |
| Funcom                | Videospiele      | 100 %  |
| Grinding Gear Games   | Videospiele      | 80 %   |
| JD.Com                | E-Commerce       | 18,1 % |
| Mail.Ru               | E-Mail           | 7,4 %  |
| Paradox Interactive   | Videospiele      | 5 %    |
| Riot Games            | Videospiele      | 100 %  |
| Supercell             | Videospiele      | 84 %   |
| Snapchat              | Social Media     | 12,1 % |
| Spotify               | Musikstreaming   | 7,5 %  |
| Tesla                 | Elektromobilität | 5 %    |
| Ubisoft               | Videospiele      | 9,9 %  |
| Dontnod Entertainment | Videospiele      | 23 %   |
| Digital Extremes      | Videospiele      | 100 %  |
| Yager Development     | Videospiele      | N/A    |
| Sumo Digital          | Videospiele      | 100 %  |
| Klei Entertainment    | Videospiele      | N/A    |
| Bloober Team          | Videospiele      | 22 %   |
| Stunlock Studios      | Videospiele      | <50 %  |
| Discord               | Social Media     | N/A    |
| Quelle:               |                  |        |

### Geschäftszahlen
| Geschäftsjahr       | Umsatz RMB [in Mrd.] | Gewinn RMB [in Mrd.] |
| ------------------- | -------------------- | -------------------- |
| 2012                | 43,894               | 12,785               |
| 2013                | 60,437               | 15,563               |
| 2014                | 78,932               | 23,888               |
| 2015                | 102,863              | 29,108               |
| 2016                | 151,938              | 41,447               |
| 2017                | 237,760              | 72,471               |
| 2018                | 312,694              | 79,984               |
| 2019                | 377,289              | 95,888               |
| 2020                | 482,064              | 160,125              |
| 2021                | 560,118              | 224,605              |
| 2022                | 554,552              | 187,503              |
| Quelle: Tencent.com |                      |                      |

## Produkte (Auswahl)

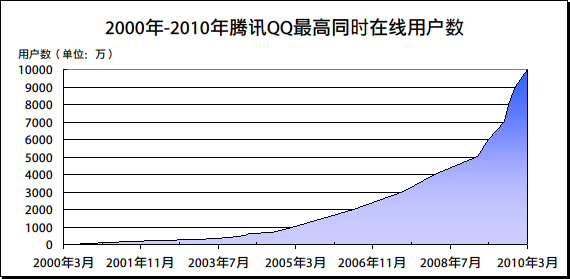
Entwicklung der zur gleichen Zeit aktiven Benutzer von Tencent QQ (bis 2010)

- Tencent QQ: im Februar 1999 gestartet, heute das mit großem Abstand meistverbreitete Instant-Messaging-Netzwerk Asiens[36]
- QQ.com: im Dezember 2003 gestartet, seit Juli 2006 größtes und meistbesuchtes Internetportal in der VR China
- QQ Games: im September 2003 gestartetes Mehrspieler-Onlinespielportal (z. B. QQ Sanguo); im Oktober 2005 kam das erste selbstentwickelte MMOG. QQ Games erreichte im 2. Quartal 2009 einen Spitzenwert von bis zu 6,4 Millionen gleichzeitig aktiven Benutzeraccounts (auf Basis von Minispielen)
- Qzone: im Mai 2005 gestartetes kommerzielles Social Network, in dem man Blogs verfassen, Online-Tagebuch führen, Fotos versenden und Musik anhören kann. Eines der größten Social Networks in China[37]
- QQ Player: ein erstmals 2008 veröffentlichter Mediaplayer
- 3G QQ: Social Network für Mobilfunkgeräte
- SoSo: im September 2009 gestartete, eigenentwickelte Suchmaschine, kooperierte zeitweise mit Google (benutzte AdWords)
- PaiPai: gestartet im März 2006, Ein- und Verkaufsplattform (Consumer-to-Consumer)
- Tenpay: gestartet im März 2006, Online-Bezahlverfahren
- Tencent Traveler: einer der verbreitetsten Webbrowser in der VR China, er basiert auf der Trident-Technologie des Internet Explorer von Microsoft
- WeChat: Meistverbreiteter Chat-Dienst in China sowie die Nummer 2 auf dem chinesischen Mobile-Payment-Markt.
- PUBG Mobile: Ein Battle Royale Spiel von Bluehole für Mobile Geräte (Die mobile Version ist von Bluehole lizenziert)
- WeGame: Internetvertriebsplattform
- Foxmail: E-Mail-Client

## Kritik
2016 wurde Tencent von Amnesty International „mit null von 100 Punkten“ als Schlusslicht ihrer Bewertungsliste zum Datenschutz für das Versenden von Nachrichten (WeChat und QQ) bewertet. Im August 2019 wurde bekannt, dass Tencent drei Blogger verklagte, die auf seinem sozialen Netzwerk WeChat Kritik an dem Unternehmen äußerten. Die beklagten Blogger kritisierten, dass Tencent auch einfach die betreffenden Beiträge von ihrer Plattform hätte nehmen können. Diese Aktionen wurden von verschiedenen Medien als Einschüchterungsversuch gegenüber kritischen Journalisten und Bloggern verstanden.
Im Juli 2021 kündigte Tencent an, dass ihre Videospiele künftig zwischen 22 Uhr nachts und acht Uhr morgens eine Identifikation durch eine Gesichtserkennungssoftware einfordern werden, um zu gewährleisten, dass nachts nur Personen ab 18 Jahren Zugang zu den Spielen haben. Anfang August 2021 erschien auf einer Nachrichtenseite der offiziellen Nachrichtenagentur Xinhua ein Bericht über schädliche Wirkungen von Videospielen auf Minderjährige, der unter anderem die Verantwortung der Spieleindustrie für die Prävention von Computerspielabhängigkeit bei Minderjährigen betonte. Tencent kündigte daraufhin an, Minderjährige auf eine Stunde an Wochentagen und nicht mehr als zwei Stunden am Wochenende und an freien Tagen zu begrenzen und Kindern unter 12 Jahren keine In-App-Käufe mehr zu ermöglichen. Das Unternehmen ziehe außerdem in Betracht, Kinder unter 12 Jahren von Videospielen auszuschließen.